# 平塚市総合公園
平塚市総合公園（ひらつかしそうごうこうえん）は、神奈川県平塚市のほぼ中央にある平塚市立の都市公園（総合公園）である。

## 概要
旧農林省果樹試験場本場（現・独立行政法人農業・食品産業技術総合研究機構果樹茶業研究部門）が筑波研究学園都市へ移転することになり、その跡地に市制施行50周年を記念し、1982年（昭和57年）に着工し、1991年（平成3年）に完成した。
公園内には、本格的なスポーツ施設として「平塚球場」「平塚競技場」「平塚総合体育館」「温水プール」「テニスコート」が整備され、子供向け施設の「ふれあい動物園」や、木製遊具のある「わんぱく広場」、その他に「日本庭園」「さくらの広場」などがある。駐車場は北、西、南にあるが、休日やイベント時は駐車待ちの車が周辺道路に溢れ混雑が激しい。
総合公園造成前は現在の南駐車場、南臨時駐車場に当たる部分が「しらさぎ広場」として一般に開放されていた。同じ場所にコンクリート製の地下室型防空壕が存在したが、入り口は鉄板で塞がれていた。
果樹試験場の更に前は空襲を受けた海軍火薬廠があったため、崩壊した赤レンガ造りの建物、トロッコ、そのレール、石炭、薬品の空き瓶などが多数散見された。造成工事を始める1985年（昭和60年）頃になるまで、草木に埋もれたまま戦争当時を色濃く残していた。現在も石炭などはそのまま舗装された園路や生垣の下に存在している。

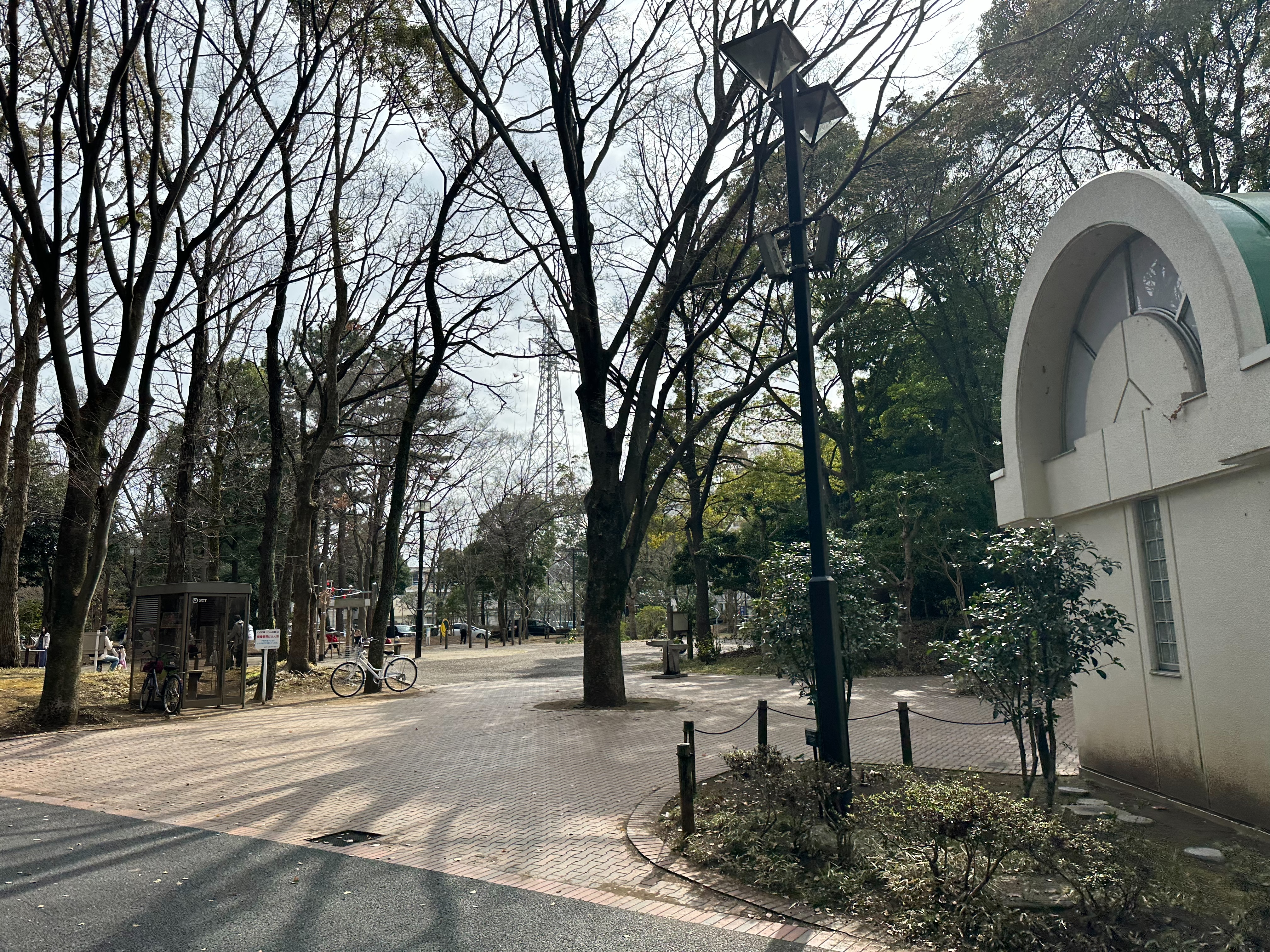
平塚市総合公園

元はほぼ平坦な土地であり、現在の公園中央付近にある丘は造成時の盛土である。果樹試験場跡地ではノコギリクワガタ、シロスジカミキリ、オニヤンマ、アオダイショウなど非常に豊かな生態系が見られたが、現在ではどれも見ることは出来ない。

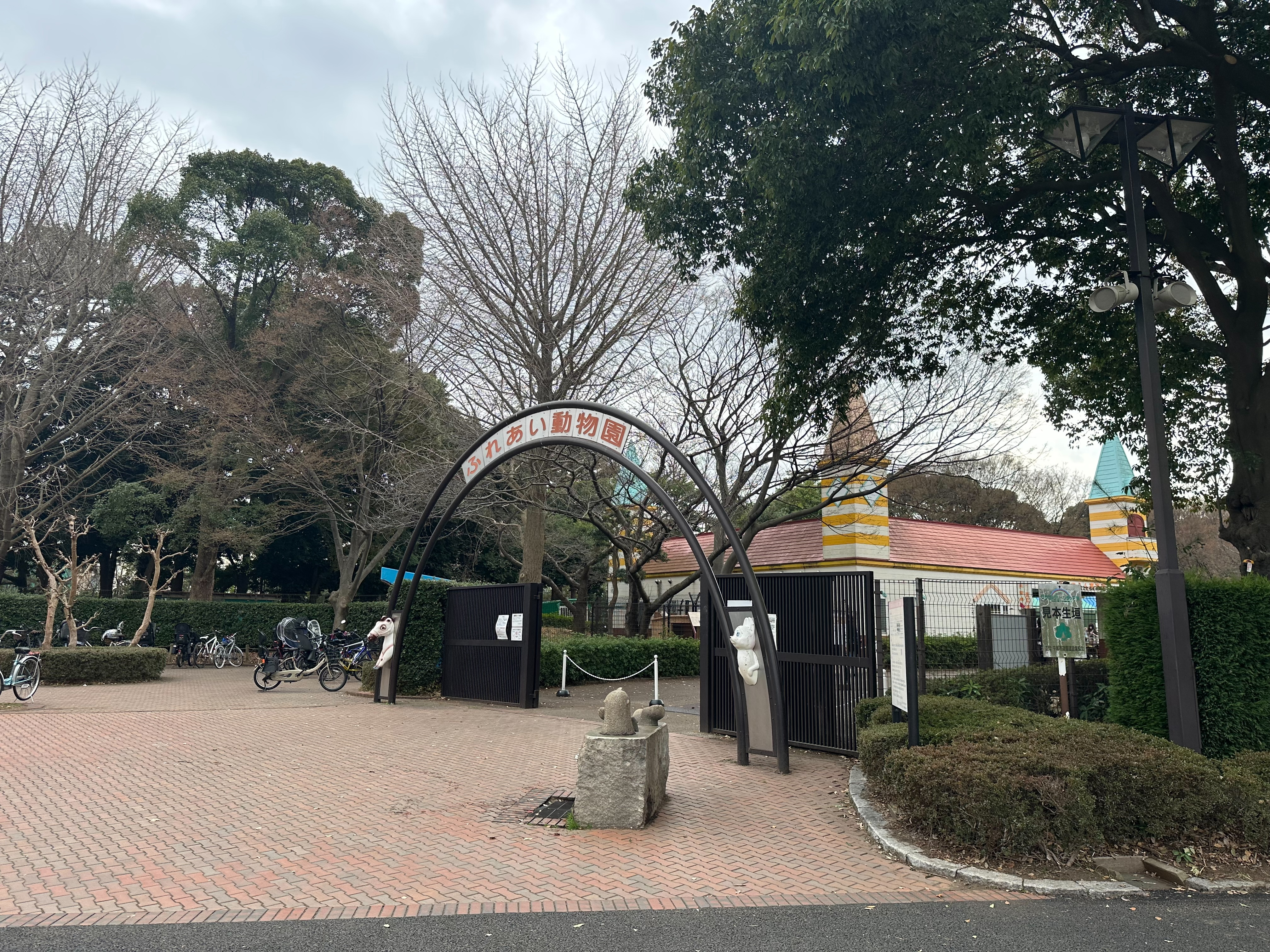
ふれあい動物園

植生は造成時にメタセコイア、クスノキ、サクラ、スギ、ウメ、ツバキ、バラ、竹などが植樹されている。マツ、クヌギ、サワラ、イチョウなど、所々で存在感のある大木はそのまま残されたものである。クリ、ビワ、アオギリはなくなっている。
中には、平塚球場、平塚競技場、ふれあい動物園などがある。
なお、平塚競技場を本拠地とする日本プロサッカーリーグJ1リーグの湘南ベルマーレは、この公園に近接している、旧第一三共ケミカルファーマ工場跡地に球技専用新スタジアムの建設を計画していると報じられているが、平塚市市長の落合克宏はこれについて否定的な見解を示しているほか、製薬工場跡のため、土壌汚染の可能性があるため、その調査や土地の購入費用などのコストの問題も指摘されている。

## 主な施設
- 平塚球場
- 平塚競技場
- 平塚総合体育館
- 総合公園テニスコート
- 宿泊研修施設
- ふれあい動物園ポニー乗馬場

## アクセス

### 公共交通機関
- JR東海道線 平塚駅北口から、徒歩約20分。
- JR東海道線 平塚駅北口4番のりばから、神奈川中央交通バスで平塚球場前下車約1分。

### 自動車
- 大磯方面（茅ヶ崎方面）から　国道1号崇善小学校東交差点左折（右折）